# SJ E (II)
Die schwedische Dampflokomotivtype E (II) war eine Lokomotive für den schweren Personenzug- und Güterverkehr in Nordschweden sowie für den schweren Güterverkehr in Südschweden.

## Geschichte
Zwischen 1907 und 1920 wurden 130 Dampflokomotiven der Baureihe E (II) an Statens Järnvägar geliefert. Die Produktion erfolgte in den großen schwedischen Lokomotivfabriken Nydqvist och Holm, Motala Verkstad, Nya AB Atlas und Vagn- & Maskinfabriksaktiebolaget Falun. Es war die erste Lokbaureihe der SJ mit Innenzylindern.
Mit der Zunahme des Verkehrsaufkommens und der Streckenlängen im Norden wurde Ersatz für die Lokomotiven der Baureihen K (I) und L (II) benötigt, die bis zu dem Zeitpunkt für diese Dienste eingesetzt waren. Der Achsdruck der 1899 gelieferten Baureihe T (III) war für die Bahnstrecken im Norden des Landes zu hoch. Deshalb wurde die Baureihe E (II) entwickelt. Mit ihren vier Treibachsen und ohne Nachlaufachse konnte das ganze Gewicht auf die Antriebsräder gelegt werden. So betrug der Achsdruck der Lokomotive 12,5 Tonnen pro Achse. Die beiden Zylinder liegen im Inneren des Rahmens, der Kessel wurde mit Überhitzer gebaut. Die Lokomotiven erhielten bei der Lieferung einen dreiachsigen Tender.
Von Anfang an hatten alle Lokomotiven geschlossene Führerhäuser. Sie wurden mit dem dreiachsigen Tender vom Typ L ausgestattet. In den letzten Betriebsjahren erhielten einige einen Drehgestelltender vom Typ A.
E (II) 1217 wurde versuchsweise bei der Ablieferung mit einer Torffeuerung ausgerüstet.

## Baureihe OKB E
14 Lokomotiven wurden 1925/1926 an die private Ostkustbanan verkauft (E (II) 951, 1044, 1192, 1327, 1330, 1331, 1457, 1332, 982, 1182, 1463, 1335). Die Lokomotiven erhielten bei OKB in dieser Reihenfolge die Nummern E 2 bis E 12 sowie E 23. Diese Lokomotiven kehrten mit der Verstaatlichung der OKB noch vor der Allgemeinen Eisenbahnverstaatlichung in Schweden 1939 bereits 1933 mit ihren alten Nummern zur SJ zurück.

## Baureihe SSJ E
E (II) 955 wurde 1937 als E 16 an die Skåne–Smålands Järnväg verkauft. Sie kam 1940 zur SJ zurück und erhielt ihre frühere Betriebsnummer.

## Baureihe UVHJ E
E (II) 1239 wurde 1936 an die Uddevalla–Vänersborg–Herrljunga Järnväg (UWHJ) verkauft und erhielt die Betriebsnummer UVHJ 20. 1940 kam sie wieder zur SJ zurück und erhielt ihre ehemalige Betriebsnummer zurück.

## Baureihe KJ E

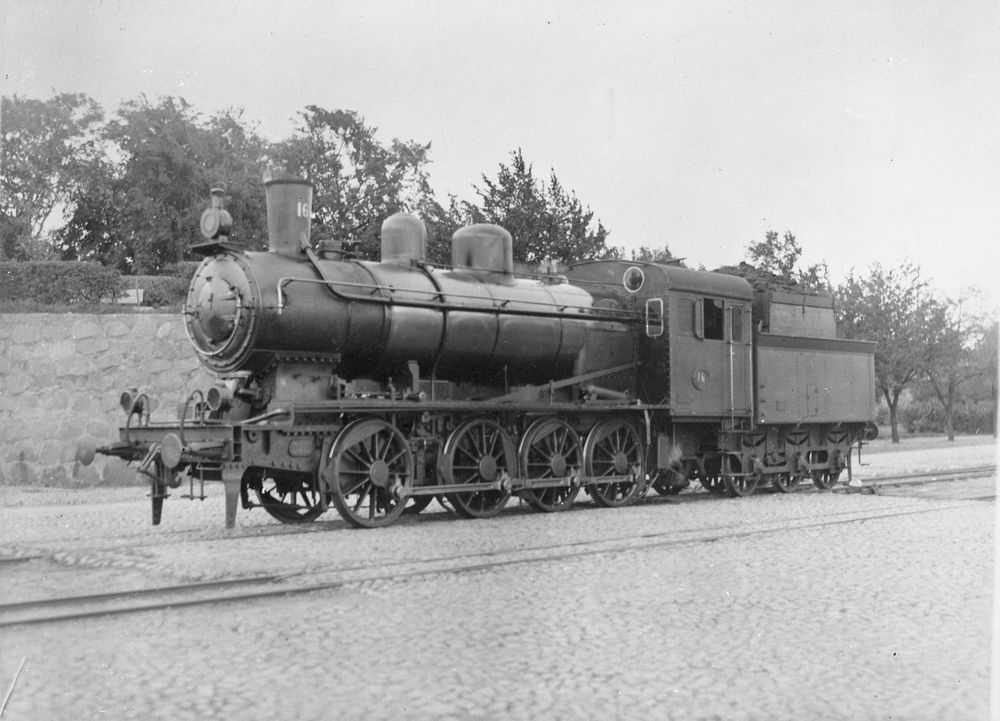
KJ E 16

1917 beschaffte Kalmar nya järnvägsaktiebolag (KJ) bei Motala Verkstad drei der Baureihe E (II) ähnliche Lokomotiven. Diese Lokomotiven waren etwas schwerer als die Maschinen der SJ und mit einem anderen Tender ausgerüstet.
Zwei davon mit den Nummern E 15 und E 16 wurden durch Kalmar Järnvägar eingesetzt. Nach der Verstaatlichung der KJ 1940 erhielten diese 1942 die Nummern E (II) 1535 und E (II) 1536.

## Baureihe SäNJ E
Die dritte von KJ beschaffte Lokomotive wurde 1919 an die 1914 von ihr übernommene Sävsjöström–Nässjö Järnväg (SäNJ) geliefert. Sie erhielt die Betriebsnummer E 106 und wurde auf der Bahnstrecke zwischen Nybro in Kalmar län und Sävsjöström in Kronobergs län eingesetzt. Nach der Verstaatlichung der KJ 1940 erhielt die Lok 1942 die Nummer E (II) 1537. Durch einen weiteren Umbau wurde der Kohlenvorrat auf 5,5 Tonnen und der Wasservorrat auf 18 m³ erhöht.

## Baureihe SJ E2

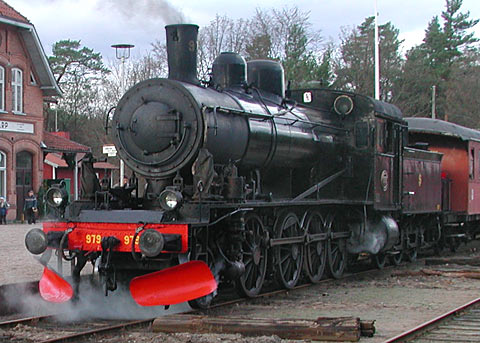
SJ E2 Nr. 979

Zwischen 1935 und 1951 wurden 90 Lokomotiven mit einer führenden Laufachse ausgerüstet (E (II) 903–906, 909, 933–936, 948–951, 954–957, 979–985, 987–988, 1040, 1044, 1046–1047, 1071–1072, 1086, 1091–1097, 1099–1101, 1105, 1119–1125, 1127–1128, 1151–1152, 1154–1155, 1179–1180, 1182–1187, 1190–1194, 1196, 1217, 1238, 1240–1242, 1326, 1329, 1331, 1333–1335, 1454–1457, 1459, 1461–1463). Diese Lokomotiven bekamen die neue Baureihenbezeichnung E2, behielten jedoch ihre vorherige Nummer. Der Kessel wurde später im Rahmen verschoben. Diese Maßnahmen wurden vorgenommen, um Verbesserungen hinsichtlich der Höchstgeschwindigkeit zu erzielen. Durch den Umbau wurde diese von 65 auf 70 km/h erhöht.
Mehrere Lokomotiven wurden mit einem vierachsigen Tender ausgestattet, um die Reichweite der Lokomotiven zu erhöhen.

## Baureihe SJ E5
Auf Grund des höheren Achsdrucks erhielten die drei 1940 von KJ übernommenen Lokomotiven 1943 die neue Typbezeichnung E5. Dabei behielten sie ihre Betriebsnummern 1535–1537. In den 1950er-Jahren wurden die Maschinen abgestellt. E5 1535 wurde 1960 als Bereitschaftslokomotive bis 1970 hinterstellt und 1972 in Vislanda verschrottet. E5 1536 wurde 1971 und E5 1537 1967 verschrottet.

## Einsatz und Verbleib
Bedingt durch ihre niedrige Achslast blieben die Lokomotiven, im Gegensatz zu vielen anderen modernen Maschinen, lange auf Nebenstrecken und im Rangierdienst bis zum Ende des Dampflokeinsatzes in Schweden im Einsatz. Die letzten Exemplare der Reihen E und E2 wurden 1972 aus dem Dienst genommen. Als letzte aktive Lok der SJ führte E2 1194 am 31. März 1972 einen Sonderzug für den Svenska Järnvägsklubben.
In der letzten Epoche der Dampflokomotiven in Schweden wurde eine größere Anzahl von ihnen als Bereitschaftslokomotiven in die Bereitschaftsreserve (schwedisch beredskapsreserv) übernommen: E (II) 901, 908 und 937 sowie E2 904, 1040, 1105 und 1184. Zudem soll E2 1072 zu diesen Reservelokomotiven gehört haben. Diese Reserve wurde 1990 aufgelöst. Die letzten abgestellten Lokomotiven wurden bis 2016 durch Eisenbahnfreunde geborgen. Überregional bekannt wurden dabei die Bergung von Sandträsk (2008) und die letzte von Litsnäset (2016).
Eine größere Anzahl der Lokomotiven ist in Museen und bei Museumsbahnen erhalten.

## IBAB E (II) / E2
Inlandsbanan AB übernahm nach der Ausmusterung bei SJ eine Reihe Dampflokomotiven aus beiden Serien. Dies waren aus der ursprünglichen Serie E (II) 952 und 1098. Letztere war auch mit der falschen Nummer 1092 unterwegs. Von den Umbauloks erwarb IBAB: E2 905, 957, 1093, 1127, 1182 und 1194. E2 957 wurde etwa 2005 zusammen mit E2 1127 an die Museumsbahn Ånglokets Vänner abgegeben. E2 1127 steht inzwischen als Denkmallok in Vilhelmina, E2 957 wird von Arvidsjaurs Järnvägsförening eingesetzt. Von den E (II) waren 2014 noch 1182 (EVN: 9074 0001 182-7) und 1194 (EVN: 9074 0001 194-2) vorhanden. 
E2 2182 wurde 2019 an den Museumsbahnverein Nora Bergslags Veteran Järnväg (NBVJ) in Nora verkauft.

## Weitere erhaltene Lokomotiven

### E (II)
- 0900: 1972 an Järnvägsmuseum, Gävle
- 0901: 1994 an KLJ/FVJ, seit 2010 an FSVJ, Oxelösund, verliehen
- 0902: 1972 an Järnvägsmuseum Herrljunga, 2011 einsatzfähig
- 0937: nach 2000 an Hembygdsföreningen Målerås, als Denkmallok aufgestellt
- 1090: 1994 an Zuid-Limburgse Stoomtrein Maatschappij (ZLSM), Niederlande, ab 1995 im Einsatz
- 1103: an Grängesbergsbanornas Järnvägsmuseum, Grängesberg
- 1153: an Museiföreningen Gefle-Dala Järnväg, Falun
- 1189: an Nynäshamns Järnvägsmuseum Nynäshamn
- 1239: verkauft an Jonas Lindh für Richards Traktor & Maskinmuseum, Ådalsliden, 2006 als Denkmal aufgestellt
- 1327: verkauft an Richard’s Traktor & Maskinmuseum, Svartvik
- 1330: an Ostkustbanans Vänner, 2011 im Einsatz

### E2
- 0900: an Järnvägsmuseum Hofors
- 0909: an Bergslagernas Järnvägssällskap, 1992 weiter an ChoCho-Train, Hull, Ontario, Kanada
- 0935: an Järnvägssällskapet Åmål-Årjängs Järnväg
- 0948: an Järnvägsmuseum Östersund
- 0954: an Järnvägsmuseum Östersund
- 0955: an Skåne-Smålands Järnvägsförening, Strömsnäsbruk
- 0979: 1994 an Skånska Järnvägar, Brösarp
- 1040: 1998 an Zuid-Limburgse Stoomtrein Maatschappij (ZLSM), Niederlande
- 1046: an Nora Bergslags Veteranjärnväg, Nora
- 1072: an High Chaparral, Grängesberg
- 1092: an Ångrike Fryksdalen, Torsby. 2012 an Nässjö Järnvägsmuseum, Herrljunga. Im April 2013 nach der Abstellung 1971 erstmals wieder in Betrieb genommen, Nässjö 2014
- 1101: an Sveriges Järnvägsmuseum, Grängesberg
- 1105: an Arvidsjaurs Järnvägsförening
- 1122: an Järnvägssällskapet Åmål-Årjängs Järnväg
- 1180: an Grängesbergsbanornas Järnvägsmuseum, Grängesberg
- 1183: an Grängesbergsbanornas Järnvägsmuseum, Grängesberg. 2008 von Sveriges Järnvägsmuseum an Museumsbahn Skånska Järnvägar, 2014 im Einsatz
- 1184: an Järnvägsmuseum Hofors, 2013 an Landeryds Järnvägsmuseum, Landeryd 2014
- 1241: an Arvidsjaurs Järnvägsförening, Arvidsjaur
- 1242: an Stockholms Ånglokssällskap
- 1329: an Malmbanans Vänner, Karlsvik, wegen mechanischer Schäden außer Betrieb[6]
- 1333: an Bergslagernas Järnvägssällskap, 1997 und 2007 im Einsatz, 2013 an Landeryds Järnvägsmuseum abgegeben
- 1456: an Malmbanans Vänner, Karlsvik, wegen undichten Kesselrohren außer Betrieb[6]